# Svend Lund
Svend Otto Lund (født 1. april 1949 i København) er en tidligere dansk håndboldspiller som deltog under Sommer-OL 1972.
Han spillede håndbold for klubben IF Stadion.
 I november 1971 debuterede han for det danske landshold i en kamp mod Finland. I 1972 var han med på Danmarks håndboldlandshold som endte på en trettendeplads under Sommer-OL 1972. Han spillede i tre kampe og scorede ét mål.
I alt spillede han 18 kampe for det danske landshold, hvori han scorede 21 mål. Hans sidste landskamp var i februar 1973 mod Island.